# Cryptocarya vulgaris
Cryptocarya vulgaris är en lagerväxtart som beskrevs av B.P.M. Hyland. Cryptocarya vulgaris ingår i släktet Cryptocarya och familjen lagerväxter. Inga underarter finns listade i Catalogue of Life.